# Storuman
Storuman (en Same du Sud Luspie et Same d'Ume Lusspie) est le centre administratif de la commune de Storuman. La localité est située sur la rive sud du lac Storuman, sur la route européenne 12 et 45 ainsi que sur la ligne de chemin de fer inlandsbanan.